# جوسه سرو
جوسه سرو (انگلیسی: Jose Seru؛ زادهٔ ۹ فوریهٔ ۱۹۹۱) بازیکن راگبی ۷ نفره اهل ژاپن است.